# Zorocrates apulco
Zorocrates apulco is een spinnensoort uit de familie Zoropsidae. De soort komt voor in Mexico. 